# لويس ويليامز دوغلاس
لويس ويليامز دوغلاس (بالإنجليزية: Lewis Williams Douglas)‏ (و. 1894 – 1974 م) هو سياسي، ودبلوماسي من الولايات المتحدة الأمريكية ولد في بيسبي.
وهو عضو في الحزب الديمقراطي الأمريكي .

## روابط خارجية
- لويس ويليامز دوغلاس على موقع مونزينجر (الألمانية)
- لويس ويليامز دوغلاس على موقع إن إن دي بي (الإنجليزية)